# أسرع من قبلة
أسرع من قبلة (بالإنجليزية:Faster than a Kiss، باليابانية:キスよりも早く Kisu yori mo Hayaku) هي سلسلة مانغا شوجو من كتابة ميكا تاناكا، وتصدرها مجلة هاكسينشا الشوجو الشهرية لالا منذ مارس 2007. انتهت السلسلة في أكتوبر 2012 بعد نشر 12 مجلدا.

## الحبكة
عاشت فومينو وأخوها تيبي مع أقاربهم منط وفاة والديهما في حادثة سير. و عند تعبها من الانتقال من منزل أقارب لآخر، قررت فومينو ترك المدرسة والبحث عن عمل للإنفاق على أخيها. عندما جلسا على مقعد منتزه، ظهر أستاذها للغة الإنجليزية كازوما أوجيرو أمامهما، وحاول إقناعها للعودة إلى المدرسة، وسألته مازحة أن يتزوجها للإنفاق عليها وعلى أخيها، ووافق، والآن تعيش فومينو وأخوها معا في شقة كازوما. ترك الزوجان أمر زواجهما سرا عن الآخرين، وهذا ما صنع بعد الدراما في قصتهما. السلسلة أساسا حول كيفية نمو العلاقة ببطء بين فومينو وكازوما.

## الشخصيات

### الشخصيات الرئيسية
- فومينو كاجي
- كاجوما أوجيرو
- تيبي كاجي

### الشخصيات الثانوية
- ريو شيندو
- كين كيروساوا
- ريتسو
- شوما أوجيرو
- مارغاريت جينتون
- كاجي تومويوكي
- جد فومينو
- سوراكي تومو

## روابط خارجية
- أسرع من قبلة على موقع ANN manga (الإنجليزية)

- أسرع من قبلة (مانغا) في موسوعة شبكة أخبار الأنمي